# 三宝荒神

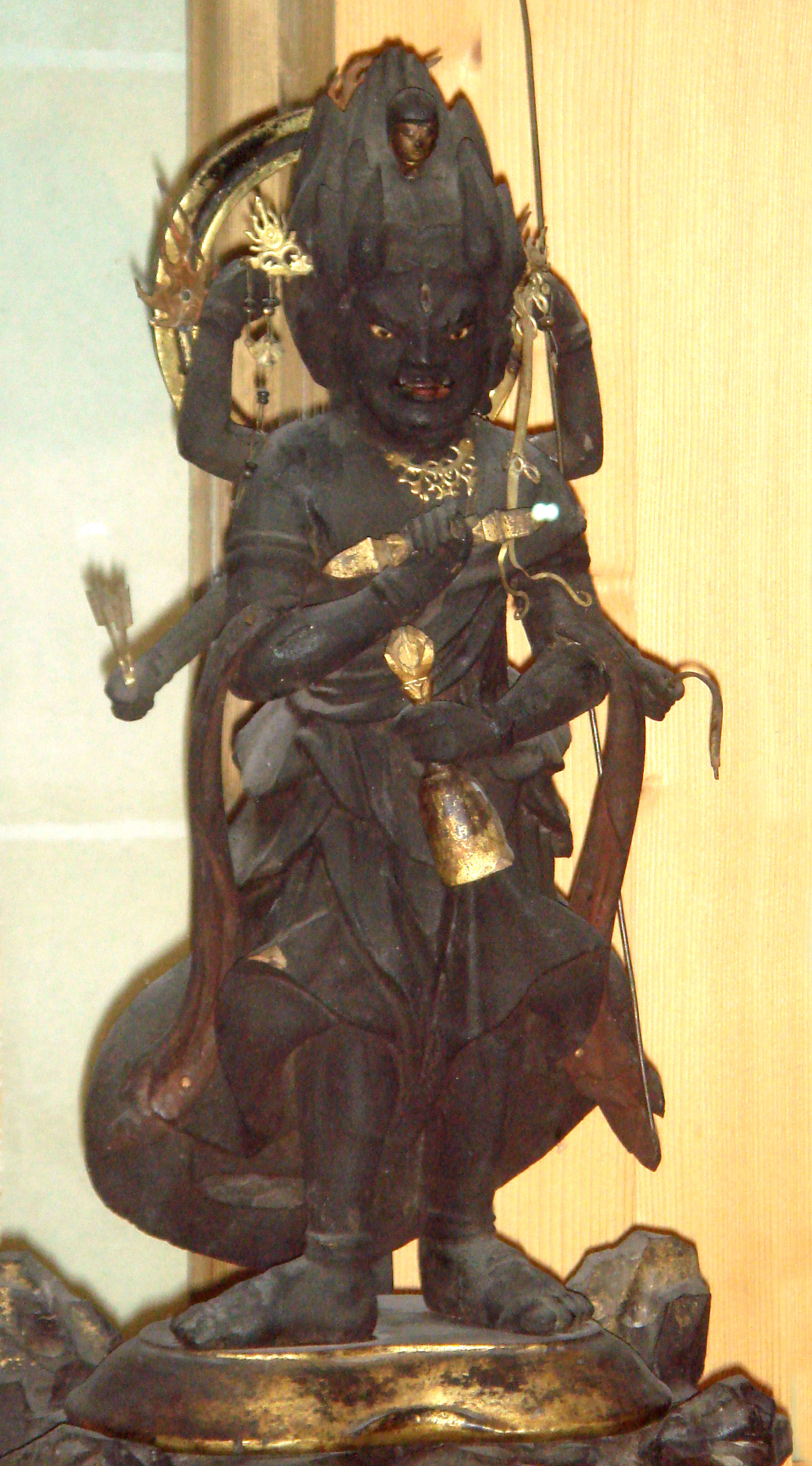
三宝荒神（ギメ東洋美術館）

三宝荒神（さんぼうこうじん、さんぽうこうじん）は、日本特有の仏教における信仰対象の1つ。仏法僧の三宝を守護し、不浄を厭離（おんり）する佛神である。

## 概要
荒神は、仏法ならびに伽藍の守護神のことである。
像容としての荒神は、インド由来の仏教尊像ではなく、日本仏教の信仰の中で独自に発展した尊像であり、三宝荒神はその代表的な物である。日本古来の荒魂（あらみたま）に、古代インドに源泉をもつ夜叉神の形態が取り入れられ、神道、密教、山岳信仰などのさまざまな要素が混交して成立した。日本全国に荒神を祀る寺院や神社は約300社、三宝荒神を祀る社は10社程ある。
三宝荒神の像容は、三面六臂または八面六臂（三面像の頭上に5つの小面を持つ）である。頭髪を逆立てて眼を吊り上げた、暴悪を治罰せんとする慈悲が極まった憤怒の表情を示し、密教の明王像に共通するものがある。
不浄や災難を除去する神とされることから、火と竈の神として信仰され、かまど神として祭られることが多い。これは日本では台所やかまどが最も清浄なる場所であることから俗間で信仰されるようになったものである。仏像としての作例は近世以降のものが多い。
古代より出雲や大和のクニオミ系支族などが信仰した三輪山に祀られる神。
神格化された聖徳太子であり、十七条憲法の「篤く三宝を敬え。三宝とは仏法僧これなり」に基づいたもの。仏法僧の三宝を守護されている神とある。
『大荒神経』では、姿は天女と記されており、また文殊菩薩、不動明王、ビナーヤキャ（歓喜天）と同体とされ、さまざまな変化神が江戸時代以降、日本各地に祭祀されているという説もある。
日蓮宗や法華宗では『御義口伝』の「三宝荒神は十羅刹女なり」の一文に基づき、三宝荒神を十羅刹女と同体とすることがある。また普賢菩薩と習合し「普賢三宝荒神」と呼ばれる場合もある。

## 史跡
役小角が金剛山で祈祷していると、艮（北東）の方角に赤雲がなびき、荒神が現れ、その地に祠をつくって祀ったという伝説がある。また、荒魂を祀って荒神としたという説もある。後者は、ヒンドゥー教での悪神が仏教に帰依した後に守護神・護法善神とされた風習が、日本の風土でも同じくされたと解釈される。
征夷大将軍の任務を果たした源頼義は鎌倉と武蔵大宮の地に八幡堂を建立。この際に三宝荒神を祀った。
上杉謙信は三宝荒神を前立に使った変わり兜を所有していたとされる。

## 真言
オン ケンバヤ ケンバヤ ソワカ
三宝荒神は、神仏習合を背景としながら、密教経典の『大日経』の注釈書にあたる『大日経疏』巻五に説かれている、日天の眷属である地震を司る神である「剣婆」（けんばや）と同一視された。「剣婆」はサンスクリット語のKampa（地震波）を語源に持つ。この真言は『大荒神経』に出てくる荒神の真言であり、
荒神のさまざまな真言が『大荒神経』に記されている。

## 祭祀
火と竈の神であり、神棚は家の中で最も清浄な場所である台所に祀る。礼拝の作法については諸説あるが、清荒神清澄寺では、一礼、三拍手、一礼で礼拝し般若心経と荒神御真言を七反唱える作法が紹介されている。家庭でお札を祀る際には仏壇ではなく、一社宮の神棚で祀る。

## 主な三宝荒神社
- 川上三寶荒神社 – 愛媛県西条市（旧新居浜市・大生院村）
- 蓬莱山清荒神清澄寺 – 兵庫県宝塚市
- 筒井三宝荒神 – 兵庫県宝塚市 – 兵庫県神戸市
- 光三寶荒神社（光三宝荒神社） – 和歌山県橋本市神野々
- 笠山三宝荒神社 – 奈良県桜井市
- 本寂堂三宝荒神 – 神奈川県鎌倉市浄明寺
- 大宮三宝荒神社（大宮八幡神社境内摂社） – 東京都杉並区[7]
- 海雲寺 (品川区)
- 三宝荒神堂（浅草神社境外摂社） – 東京都台東区
- 大荒山神社 – 宮城県角田市（安永風土記では荒神社との記述）